# Norman Douglas
George Norman Douglas (Thüringen, 8 de dezembro de 1868 – Capri, 7 de fevereiro de 1952) foi um escritor britânico nascido na Áustria, em família de origem escocesa.
Entre suas diversas obras encontramos o romance Vento Sul.
Pouco antes de morrer,aos 83 anos, insultou um convento dizendo: "Tire essas freiras idiotas de perto de mim!"